# Griekse euromunten

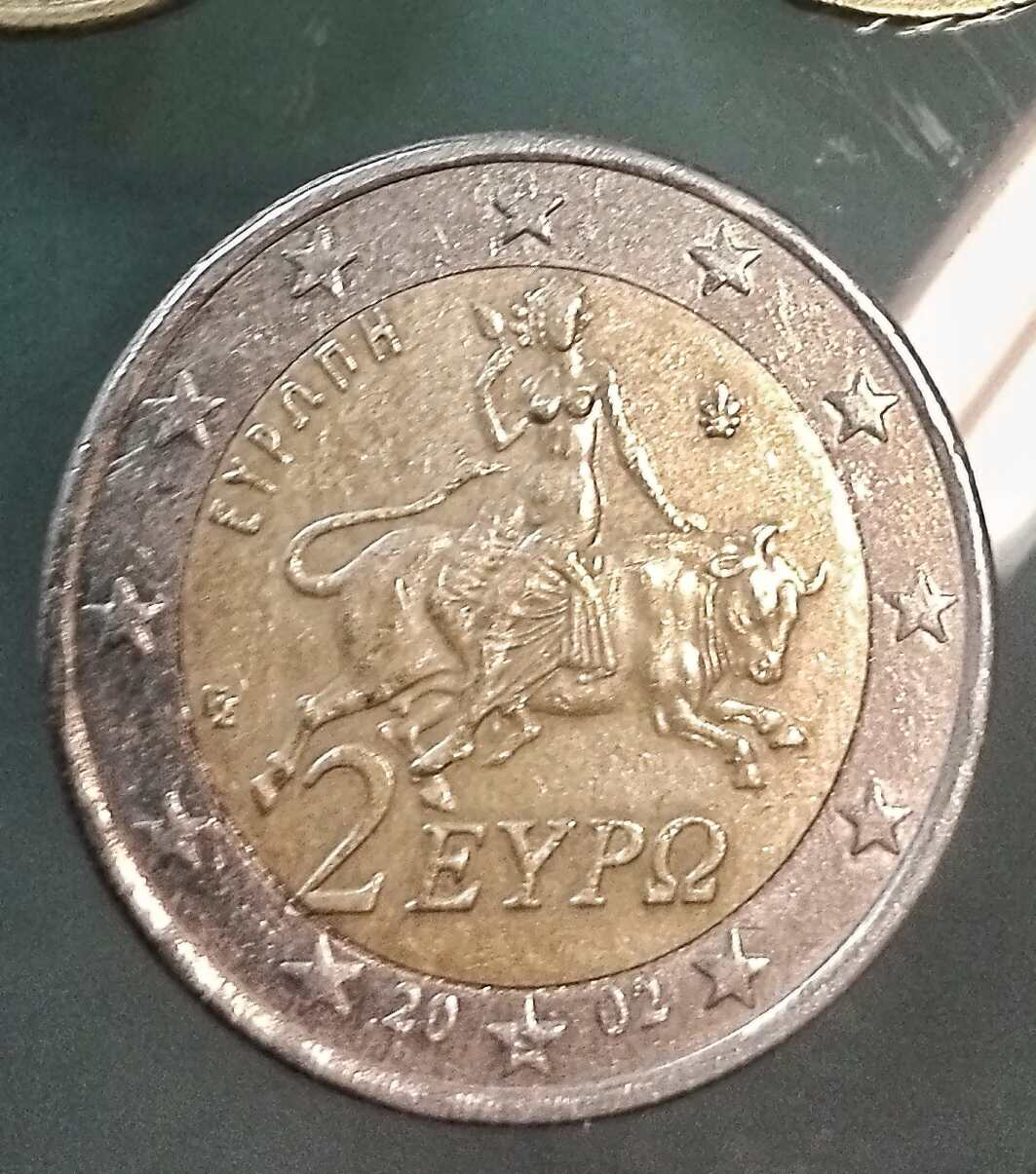

De acht Griekse euromunten hebben allen een uniek ontwerp van de hand van Georgios Stamatopoulos. De kleine muntjes hebben een afbeelding van Griekse schepen, de middelgrote munten bevatten afbeeldingen van beroemde Grieken en de twee grootste munten hebben een afbeelding uit de Griekse geschiedenis en mythologie. Op alle munten vindt men de twaalf sterren van de EU en het jaartal terug. Het unieke aan de nationale zijde van de Griekse euromunten is dat de waarde van de munt wordt weergegeven in het Griekse alfabet. Verder heet de eenheid van waarden kleiner dan een euro in het Grieks de lepto, terwijl dat bij andere landen de cent is.
Griekse euromunten met het jaartal 2002 zijn (deels) in andere landen geslagen. Deze zijn te herkennen aan de letter die in de ster naast het jaartal staat. Is er geen letter aanwezig, dan is de munt in Griekenland zelf geslagen. Een ster met de letter 'F', 'S' of 'E' geeft aan dat de munt in respectievelijk Frankrijk, Finland (Suomi) of Spanje (España) is geslagen.
De reden dat er een deel van de munten in het buitenland is geslagen is dat Griekenland pas in 2001 toestemming kreeg om de euro in te voeren en zodoende nooit voor 1 januari 2002 voldoende munten op tijd af zou krijgen.

## Nationale zijde
- € 0,01 - Een trireem uit de 5e eeuw v.Chr.
- € 0,02 - Een korvet uit de 19e eeuw
- € 0,05 - Een moderne tanker
- € 0,10 - Rigas Fereos
- € 0,20 - Ioannis Kapodistrias
- € 0,50 - Eleftherios Venizelos
- € 1,00 - De uil van Athene, zoals deze in de 5e eeuw voor Chr. werd afgebeeld op Atheense munten
- € 2,00 - De ontvoering van Europa door Zeus
- Rand van 2,00 - ΕΛΛΗΝΙΚΗ ΔΗΜΟΚΡΑΤΙΑ (Griekse Republiek)

## Herdenkingsmunten van € 2
- Herdenkingsmunt van 2004: Olympische Zomerspelen in Athene
- Herdenkingsmunt van 2007: Gemeenschappelijke uitgifte naar aanleiding van de 50ste verjaardag van het Verdrag van Rome
- Herdenkingsmunt van 2009: Gemeenschappelijke uitgifte naar aanleiding van de 10de verjaardag van de Europese Economische en Monetaire Unie
- Herdenkingsmunt van 2010: 2500ste verjaardag van de Slag bij Marathon
- Herdenkingsmunt van 2011: XIII Special Olympics World Summer Games
- Herdenkingsmunt van 2012: Gemeenschappelijke uitgifte naar aanleiding van de 10de verjaardag van de invoering van de Euro
- Herdenkingsmunt van 2013: 2400ste verjaardag van de oprichting van  Plato's Akademeia (Academie van Athene)
- Herdenkingsmunt van 2013: Kreta 100 jaar bij Griekenland (Vrede van Londen)
- Herdenkingsmunt van 2014: 400ste sterfdag van Domínikos Theotokópoulos (El Greco)
- Herdenkingsmunt van 2014: 150ste verjaardag van de vereniging van de Ionische Eilanden met Griekenland
- Herdenkingsmunt van 2015: 75ste sterfdag van Spyros Louis
- Herdenkingsmunt van 2015: Gemeenschappelijke uitgifte naar aanleiding van het 30-jarig bestaan van de Europese vlag
- Herdenkingsmunt van 2016: 150ste verjaardag van het drama van Arkadi
- Herdenkingsmunt van 2016: 120ste geboortedag van Dimitri Mitropoulos
- Herdenkingsmunt van 2017: 60ste sterfdag van Níkos Kazantzákis
- Herdenkingsmunt van 2017: Archeologische site van Philippi
- Herdenkingsmunt van 2018: 75ste sterfdag van Kostís Palamás
- Herdenkingsmunt van 2018: 70ste verjaardag van de vereniging van de Dodekanesos met Griekenland
- Herdenkingsmunt van 2019: 100ste geboortedag van Manolis Andronikos
- Herdenkingsmunt van 2019: 150ste sterfdag van Andréas Kálvos
- Herdenkingsmunt van 2020: 2500ste verjaardag van de Slag bij Thermopylae
- Herdenkingsmunt van 2020: 100ste verjaardag van de vereniging van Thracië met Griekenland
- Herdenkingsmunt van 2021: 200ste verjaardag van de Griekse Onafhankelijkheidsoorlog
- Herdenkingsmunt van 2022: Gemeenschappelijke uitgifte naar aanleiding van het 35-jarig bestaan van het ERASMUS-programma
- Herdenkingsmunt van 2022: 200ste verjaardag van de invoering van de eerste Griekse grondwet
- Herdenkingsmunt van 2023: 100ste geboortedag van Maria Callas
- Herdenkingsmunt van 2023: 150ste geboortedag van Constantin Carathéodory
- Herdenkingsmunt van 2024: 150ste geboortedag van Penelope Delta
- Herdenkingsmunt van 2024: 50ste verjaardag van het herstel van de democratie in Griekenland